# Arthus-Bertrand (éditeur)
Pour les articles homonymes, voir Arthus-Bertrand.
Arthus-Bertrand est un éditeur qui se trouvait 23 rue Hautefeuille à Paris dans la première moitié du XIXe siècle.

## Historique
En 1803, Claude Arthus-Bertrand (1770-1834) fonde une librairie et publie de nombreux ouvrages comme Le Voyage autour du monde de Louis Isidore Duperrey, devenant ainsi l'éditeur officiel du ministère de la Marine. Il publie également Voyage aux Indes Orientales, pendant les années 1802, 1803, 1804, 1805 et 1806 en 1810, par le Cne Fois Tombe. Ce livre est repris partiellement dans le journal L'Ambigu à Londres, sous la direction de Jean-Gabriel Peltier.
À son décès, son fils Jean-Baptiste reprend la maison d'édition.
Son petit-fils également nommé Claude épouse en 1862 Marie-Adelina Marion, de la Maison de broderie Marion et en 1870 déménage ses ateliers qui prennent le nom d'Arthus-Bertrand dans les locaux de la librairie,.